# Baia della Zubovka
La baia della Zubovka (in russo Зубовская губа?, Zubovskaja guba, o Зубовский залив, Zubovskij zaliv nelle vecchie carte) è un'insenatura lungo la costa settentrionale russa, nell'oblast' di Murmansk, amministrata dal Pečengskij rajon. È situata nella parte sud-occidentale del mare di Barents.

## Geografia
La baia si apre verso nord-nordest, 57 km a est del confine norvegese, al centro della costa settentrionale della penisola Rybačij (полуостров Рыбачий). L'ingresso è compreso tra capo Majnavolok (мыс Майнаволок) a ovest e capo Lazar' (мыс Лазарь) a est. Ha una lunghezza di circa 3,5 km e una larghezza massima di 8,2 km. La profondità massima è di 36 m.
Essa è alimentata dalla Zubovka (река Зубовка), dalla quale prende il nome, dalla Zapadnaja Majka (река Западная Майка), dal torrente Srednij (ручей Средний) e da altri brevi corsi d'acqua.
Nella baia si trovano delle isole disposte da ovest a est che la dividono in tre sezioni longitudinali: un'isola senza nome nella parte occidentale, al centro l'isola Malyj Zubovskij (остров Малый Зубовский), circondata da due isolotti anch'essi senza nome, e l'isola Bol'šoj Zubovskij (остров Большой Зубовский) più a est.
Le coste sono basse, coperte dalla rada vegetazione tipica della tundra e si sviluppano per circa 20 km.

## Storia
L'insediamento di Zubovka fu costruito agli inizi del XVII secolo, alla foce del fiume Srednij. Nel 1938, gli abitanti si sono trasferiti più a sud, nella cittadina di Retinskoe.

Durante la "grande guerra patriottica", la Flotta del Nord aveva qui il campo di aviazioe di riserva Zubovka che, dal 1959 al 1993, fu convertito in un complesso missilistico antiaereo.

Dall'inizio del XXI secolo non ci sono più insediamenti nella zona.
Nel 1898 la baia (ancora chiamata zaliv e non guba) veniva citata, insieme alle isole Zubovskij, nella Guida alla Russia settentrionale di D. N. Ostrovskij.